# Dasyscirtus
Dasyscirtus is een geslacht van rechtvleugeligen uit de familie veldsprinkhanen (Acrididae). De wetenschappelijke naam van dit geslacht is voor het eerst geldig gepubliceerd in 1908 door Bruner.

## Soorten
Het geslacht Dasyscirtus omvat de volgende soorten:
- Dasyscirtus hirsutus Hebard, 1935
- Dasyscirtus olivaceus Bruner, 1908